# 라이카 T 타입
라이카 T(영어: Leica T type)은 2014년 4월 25일에 공개된 라이카의 APS-C 미러리스 렌즈 교환식 카메라이다. 라이카 T는 . 해당 센서는 안티에일리어싱필터를 제거한 1,620만 화소 센서를 탑재했으며, 라이카 최초로 APS-C 포맷을 사용한 렌즈 교환식 카메라다. 미러리스용으로 새롭게 디자인된 라이카 T마운트를 채용했으며, Wi-Fi와 대형 터치 LCD를 탑재하였고, 이를 통해 iOS용 Leica T app 앱으로 제어할 수 있다.

## 렌즈군
라이카 T는 함께 공개된 Summicron ASPH f2/23mm T, Leica Vario-Elmar-T 18-56 f/3.5-5.6 ASPH 외에 사용할 수 있는 렌즈가 아직 없으나, 이와 함께 출시한 라이카 M adaptor T을 이용해 거의 모든 라이카 M 베이오넷 렌즈들을 사용할 수 있다. 해당 어댑터는 라이카 M시리즈의 디지털 바디와 같이 6비트 코딩을 지원하기 때문에 렌즈 프로필을 통한 소프트웨어 보정을 받을 수 있다.

## 갤러리

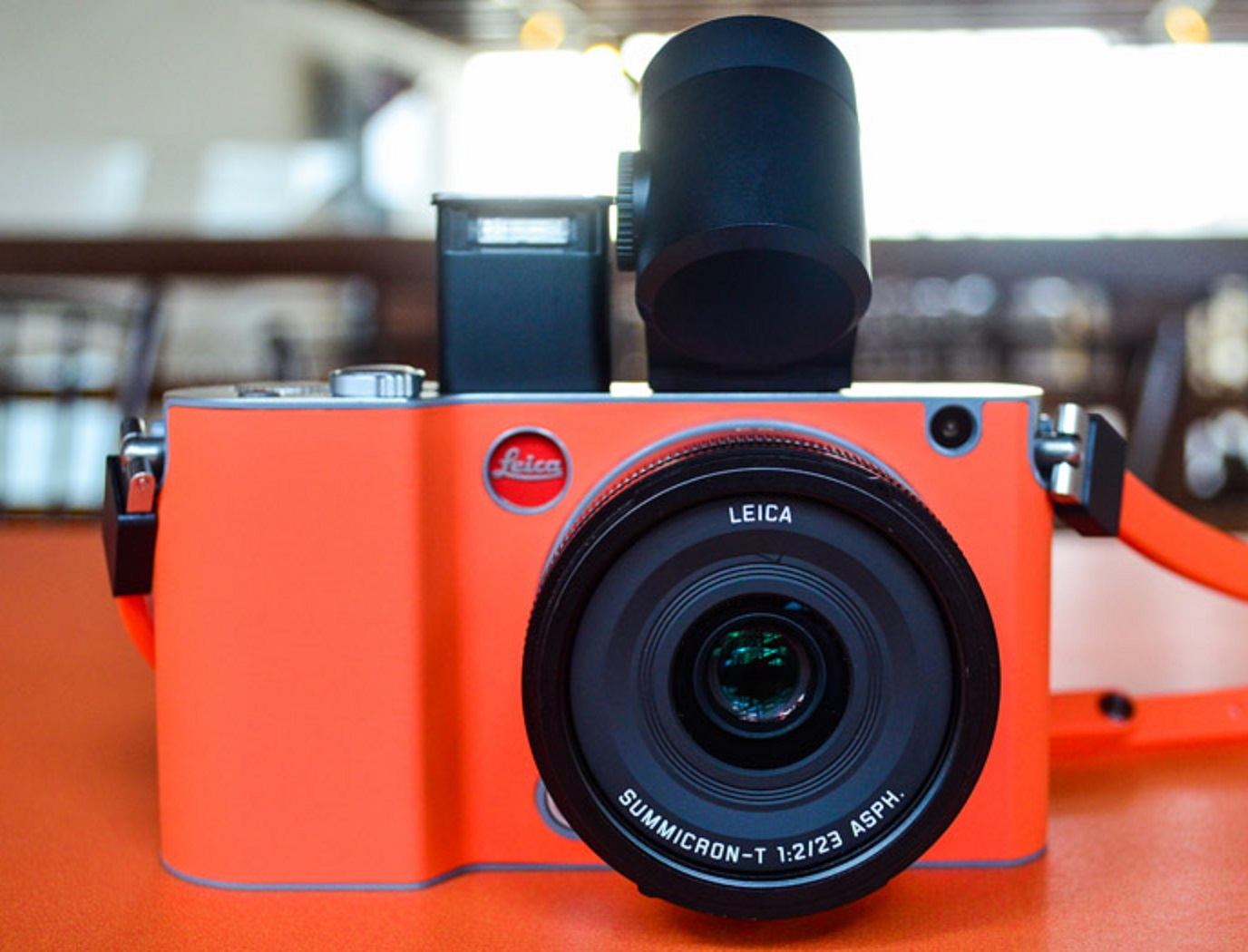
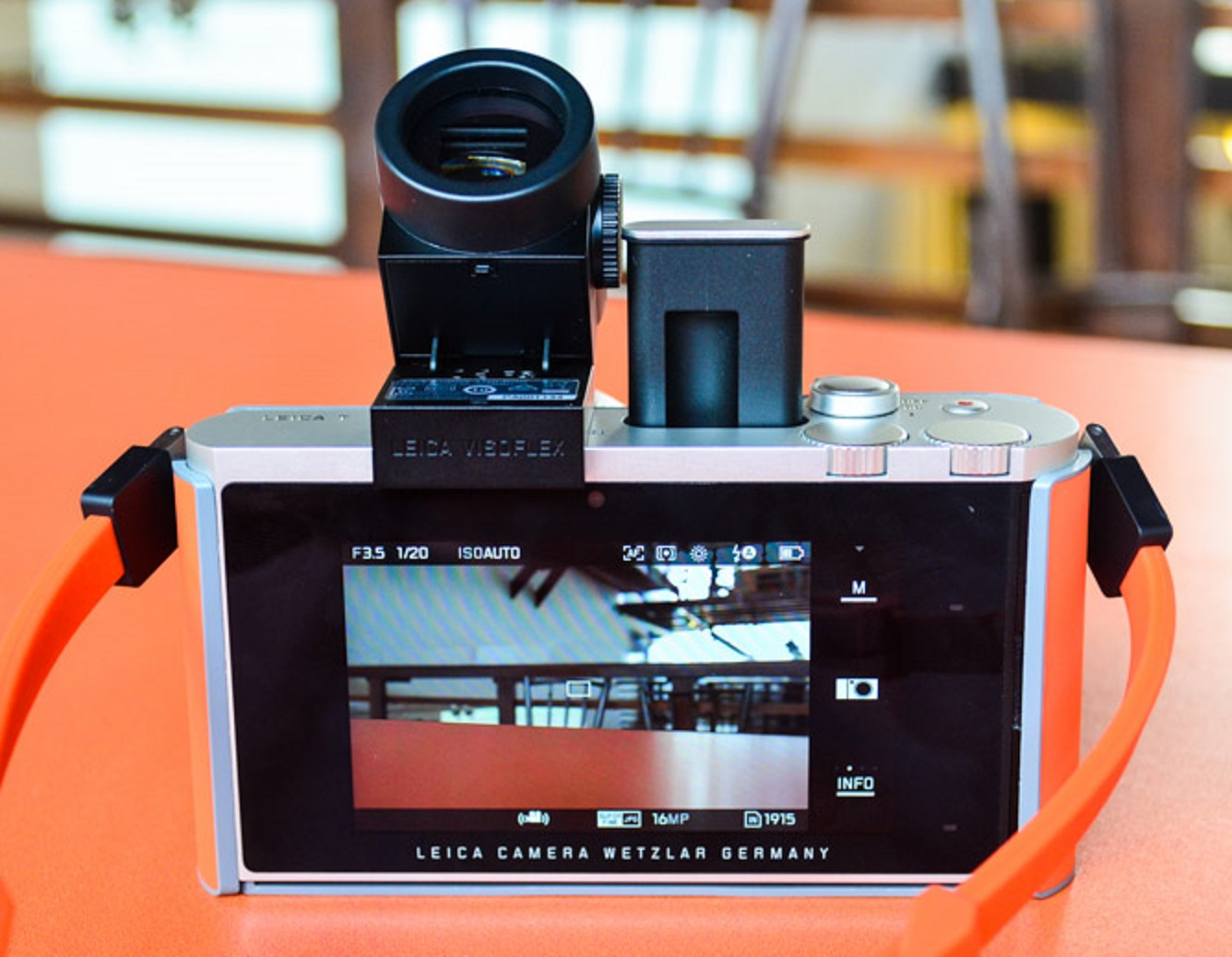
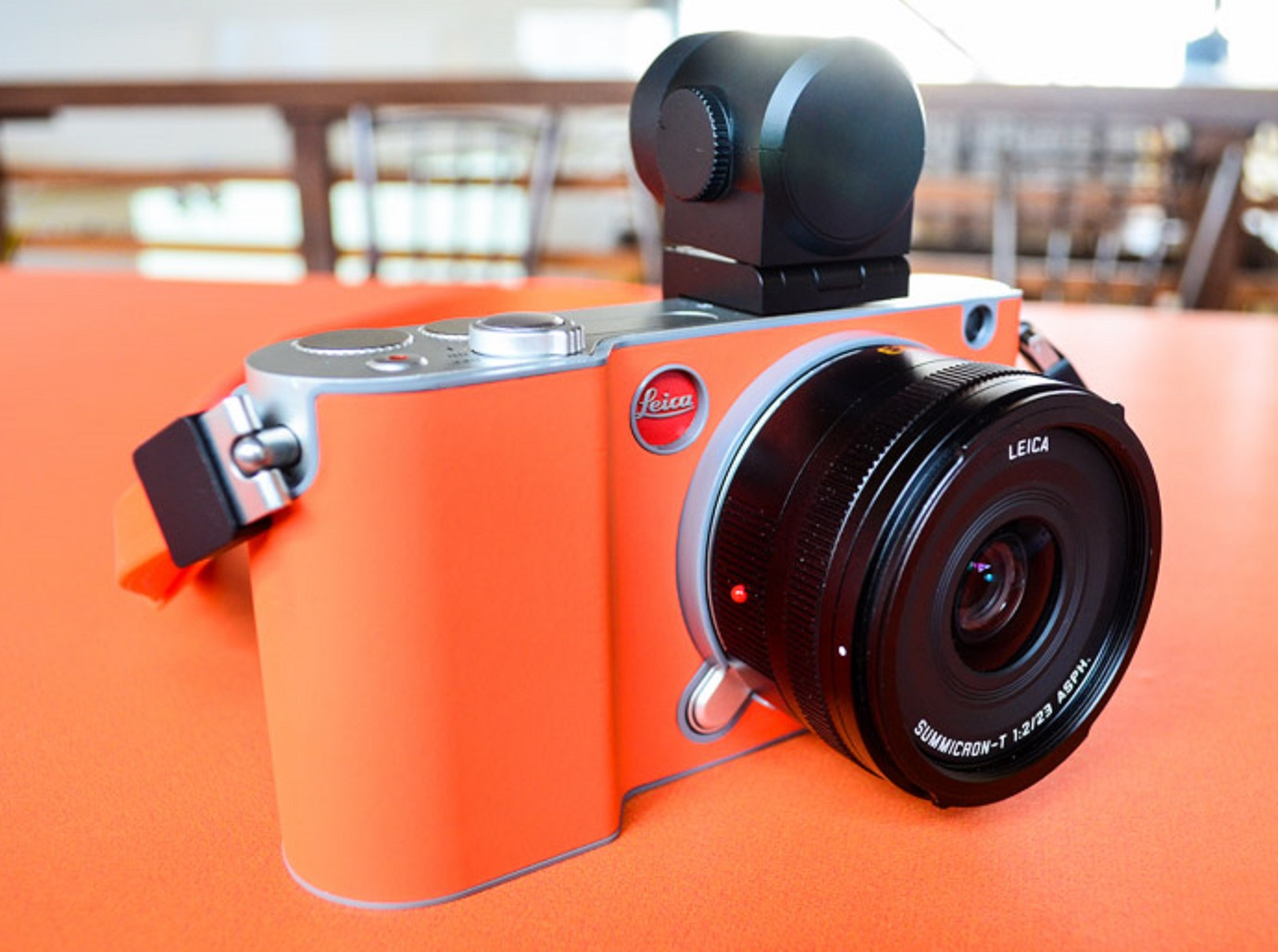
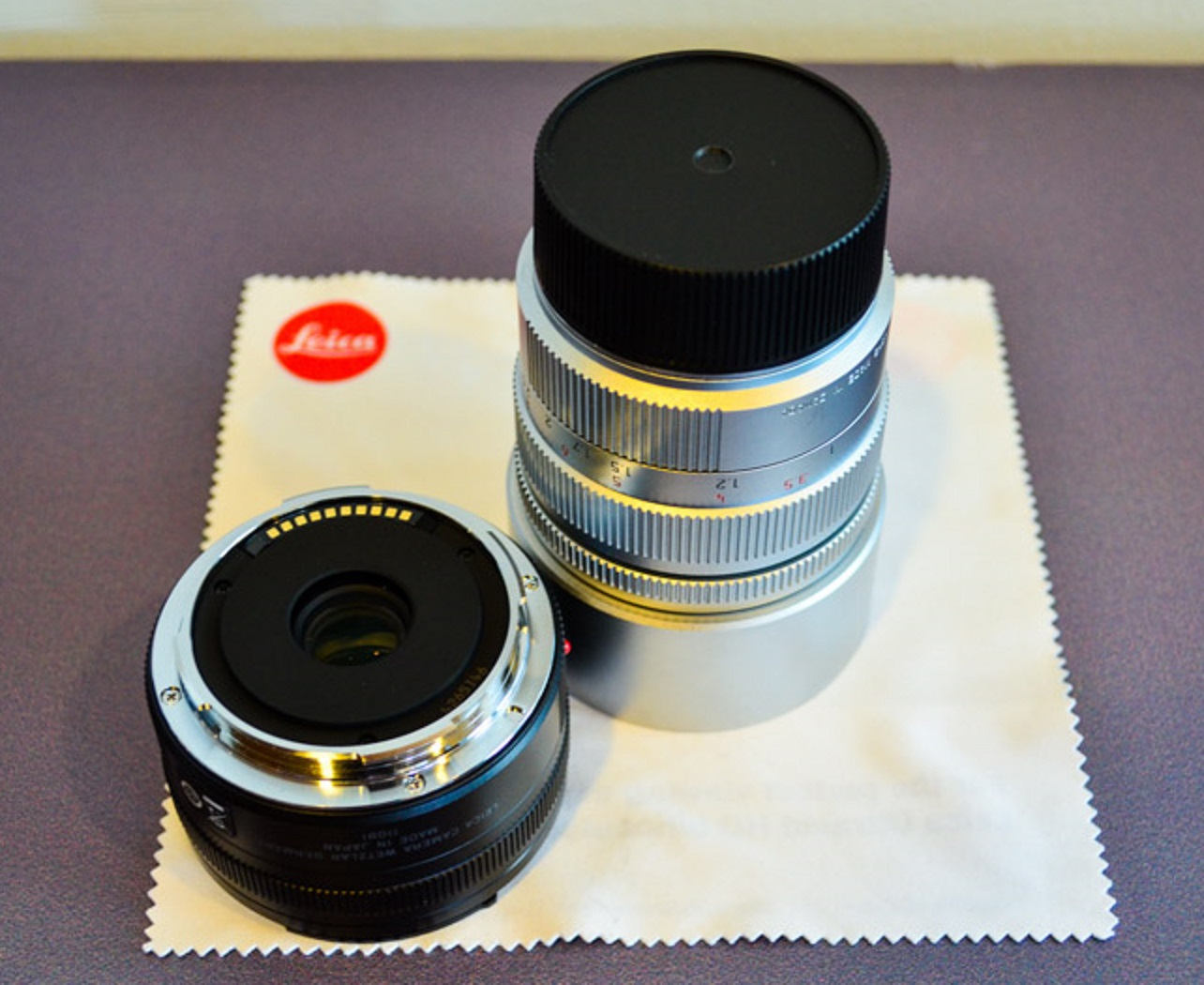